# Steerwolde
Steerwolde of Stuurwolde is een buurtschap en een voormalig kerspel in de gemeente Groningen in de Nederlandse provincie Groningen. Het ligt ten westen van Thesinge, op de grens met de gemeente Het Hogeland. Het grondgebied van het middeleeuwse kerspel Steerwolde viel waarschijnlijk samen met het latere kerspel Thesinge.

## Beschrijving
Steerwolde ligt net als plaatsen als Noordwolde en Zuidwolde in een laaggelegen deel van de provincie dat sinds de Middeleeuwen beschermd werd door de Wolddijk.
Steerwolde was een veenontginningsdorp uit de tiende of elfde eeuw dat naderhand van een dorpskerk werd voorzien. De locatie van het dertiende-eeuwse kerkgebouw aan het Geweide te Thesinge is in 1964 door middel van archeologisch onderzoek vastgesteld. De parochierechten raakten vermoedelijk al in de dertiende eeuw in handen van het benedictijnerklooster te Thesinge. De kerk raakte later in verval. Een parochieregister van omstreeks 1475 vermeldt nog Stederwalde, waarvan het bisdom echter geen inkomsten meer ontving. In 1470 gaf de abt van het klooster toestemming het Olde Convent te Groningen om kapel te bouwen op de eigen hofstede te Stederwolda, ten westen van het huidige dorp Thesinge. Deze capelle wordt nog in 1553 vermeld. Vermoedelijk ging de kloosterkerk van Thesinge na 1470 als dorpskerk voor de overige inwoners van Thesinger Buyre fungeren. Een belastingregister van 1498 spreekt over Tesinge Clooster mitter buiren. De landerijen van het convent vormden een afzonderlijke onderdeel of zijleed binnen het Winsumer- en Schaphalsterzijlvest, namelijk het Eminge eed of Geestelijke Maagdeneed. Een watergang heet hier de Emmerwoldertocht. De oorspronkelijke dorpskerk lag ten noordwesten daarvan in de Lyuwarde eed. Tussen deze beide onderdelen lag verder nog de Rebben eed. Ten zuidwesten van de Lageweg in Thesinge zou het toponiem Emmerwolde voorkomen; een kleine watergang heet Emmerwoldertocht. Deze naam zou erop kunnen wijzen dat dit gebied ooit bij Hemerderwolde hoorde.

## Naam
De naam wordt ook als Steurwolde en Stuurwolde geschreven. De naam is afgeleid van Stederwalde (1475) of Stedarauualda (1030-50), dat is 'het wold dat aan Stedum toebehoort'. Het achtervoegsel -wolde duidt erop dat we te maken hebben met een ontgonnen veengebied. Het moederdorp ligt er echter een behoorlijk eind (6 km) vandaan.